# Werner Stückmann
Werner Stückmann (* 13. August 1936 in Dortmund; † 30. November 2017) war ein deutscher Opernsänger (Bass).

## Leben
Nach der Schule machte Werner Stückmann eine Lehre als Speditionskaufmann, um damit sein Studium am städtischen Konservatorium zu finanzieren. Er schloss die Ausbildung 1961 ab und begann als Bassist an den Städtischen Bühnen in Dortmund. Dann wirkte er elf Jahre in Koblenz und ab 1975 am Staatstheater am Gärtnerplatz in München. 1985 wurde er vom Freistaat Bayern zum Kammersänger ernannt.
Er arbeitete neben seiner sängerischen Tätigkeit an zahlreichen Fernsehstücken mit sowie als Synchronsprecher. In seiner Freizeit war er Möbelschreiner in der eigenen Werkstatt. Er lebte in Eichenau.